# Quartier des Tuileries
Le quartier des Tuileries est un ancien quartier administratif de Paris qui se situait sur la rive droite de la Seine, dans l'ancien 1er arrondissement.

## Emplacement et délimitation
Le quartier des Tuileries qui se situait sur la rive droite de Paris, était délimité par la Seine au Sud, le quartier des Champs-Élysées à l'Ouest, ceux de la place Vendôme et du Palais-Royal au Nord, et Saint-Honoré et du Louvre à l'Est.
Limites lors de sa création, en 1811 :

La moitié de la rive droite de la Seine depuis le Guichet-Froidmanteau jusqu'au pont Louis XVI, partant du pont Louis XVI, et suivant à droite la place Louis XV, les rues Royale, Saint-Honoré et Froidmanteau jusqu'au Guichet-Froidmanteau.

### Voies intérieures
- Rue Saint-Florentin
- Rue de Rivoli
- Rue de Mondovi
- Rue du Mont-Thabor
- Rue Neuve de Luxembourg
- Rue de Castiglione
- Rue d'Alger
- Rue du 29 Juillet
- Rue du Dauphin
- Rue des Pyramides
- Place des Pyramides
- Passage Delorme
- Rue de l'Échelle
- Rue Saint-Louis
- Passage des Quinze-Vingts
- Rue Saint-Nicaise
- Rue de Rohan
- Rue de Valois
- Rue de Chartres
- Rue Saint-Thomas-du-Louvre
- Rue du Doyenné
- Rue des Orties
- Place du Carrousel

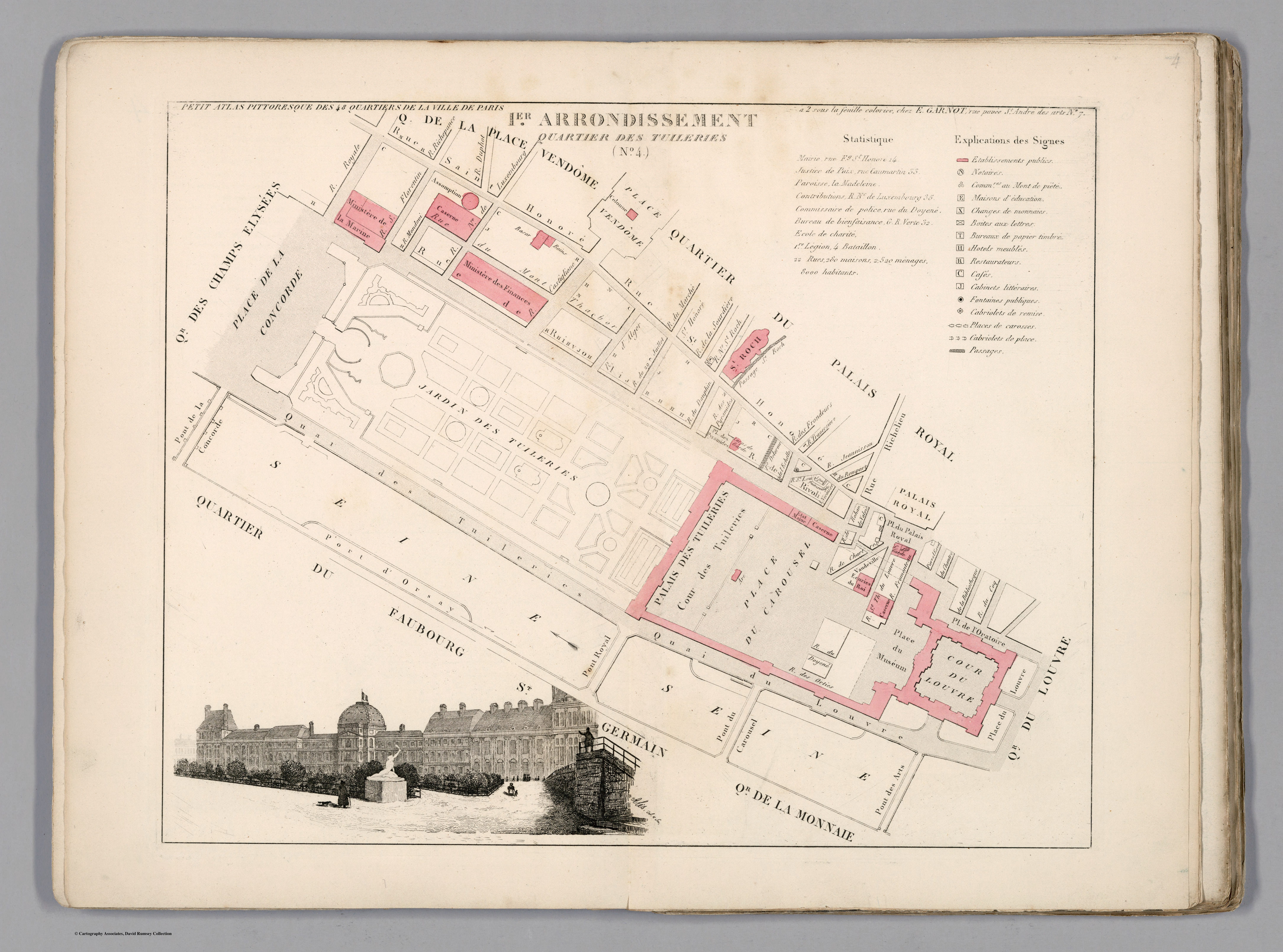
Plan du quartier des Tuileries dans l'ancien 1er arrondissement en 1834.

## Origine du nom
Ainsi nommé car le palais et le jardin des Tuileries y sont situés.

## Historique
Ce quartier est créé en 1790, durant la Révolution française, sous le nom révolutionnaire de section des Tuileries.
Par arrêté préfectoral du 10 mai 1811, la section des Tuileries qui était situé dans l'ancien 1er arrondissement de Paris prend le nom de quartier des Tuileries.
La loi du 16 juin 1859 fait disparaitre ce quartier administratif, à présent partagé entre le 1er arrondissement, (quartiers Saint-Germain-l'Auxerrois, de la Place-Vendôme et du Palais-Royal) et le 8e arrondissement, (quartiers des Champs-Élysées et de la Madeleine).